# لیبین وینگز
لیبین وینگز (عربی: شركة الاجنحة الليبية) شرکت هواپیمایی لیبیایی است، که در سال ۲۰۱۵ تأسیس شد.